# 8-cm s.Gr.W.34
8-см миномёт образца 1934 года (нем. 8-cm Granatwerfer 34, сокр. 8-cm s.Gr.W.34) — немецкий 81-мм миномёт образца 1932 года. Миномёт был создан в 1932 году фирмой «Рейнметалл». По немецкой предвоенной классификации миномёт назывался «тяжёлым».(нем. 8-cm schwere Granatwerfer 34, сокр. 8-cm s.Gr.W.34). С появлением 105 мм миномёта рекласифицирован как средний миномёт.

## История
Миномёты входили в состав вооружения пехотного батальона вермахта из расчёта 6 миномётов на пехотный батальон. По штатам каждая дивизия вермахта должна была иметь по 54 единицы 81-мм миномётов.
К 1 сентября 1939 году в войсках на вооружении было 4624 миномёта. К 1 апреля 1940 года — 6796 шт.
По программе производства вооружений «Б» в период с 1 сентября 1940 до 1 апреля 1941 года производство 81-мм миномётов обр.1934 года составило 114 % от запланированных показателей, а производство 81-мм миномётных мин — 104 % от запланированных показателей. В результате, на 1 апреля 1941 года в войсках имелось 10 549 шт. 81-мм миномётов и 12 436 000 шт. выстрелов к ним.
На 1 июня 1941 года в частях вермахта имелось 11 767 миномётов. Производство продолжалось до конца войны, причём на 1 января 1945 года в частях имелось 16 454 шт.
Стоимость одного миномёта составляла 810 рейхсмарок.

## Описание конструкции
Миномёт состоял из ствола с казёнником, двуноги с подъёмным и поворотным механизмами, а также механизмом горизонтирования, амортизатора, опорной плиты и прицела.
Ствол миномёта представлял собой трубу с навёрнутым на неё казёнником. Для устранения прорывов пороховых газов через резьбу в казённике в дно казённика вставлено медное обтюрирующее кольцо. Снаружи на трубе ствола наносилась белая линия для грубой наводки миномёта на цель. Снаружи труба ствола имела также хомутик с антабкой для крепления вьючного ремня.
Двунога-лафет состояла из двух одинаковых по устройству опорных ног. Наличие шарнирного соединения опорных ног позволяло производить грубую установку вертикальных углов наведения, точная же установка выполнялась при помощи подъёмного механизма. Кроме того, это позволяло вести огонь с огневой позиции, имеющей большой поперечный перекос, и увеличивало огневую маневренность миномёта. На каждой опорной ноге также имелся хомутик с антабкой для крепления вьючного ремня.
Миномёт переносился в походном положении на трёх людских вьюках (ствол, опорная плита и тренога). Колесного хода миномёт не имел. Также миномёты часто устанавливались в полугусеничном бронетранспортёре Sd.Kfz.250/7. миномёт устанавливался на днище кузова бронетранспортёра с помощью небольшого числа полукустарно изготовляемых приспособлений. При необходимости миномёт вынимался из кузова и действовал с грунта как обычный миномёт.
В боекомплект 81-мм миномёта стандартно входили осколочная и дымовая мины весом по 3,5 кг каждая. Мины комплектовались весьма чувствительными взрывателями. Ввиду их высокой чувствительности необходимо было следить, чтобы на пути полёта мины не было веток деревьев, маскировочных средств и других посторонних предметов, которые могли бы вызвать преждевременный взрыв мины, кроме того, минами со взрывателем Wgr.Z.T не рекомендовалось стрелять даже в сильный дождь. Боевой заряд 81-мм миномёта включал в себя основной заряд (хвостовой патрон) и три дополнительных заряда в виде колец, надеваемых на трубку стабилизатора.
Помимо стандартных осколочных мин для стрельбы из миномёта использовалась и прыгающая осколочная мина, она снабжалась вышибным зарядом, который подбрасывал мину вверх, после чего происходил её взрыв на высоте 1,5—2,0 метра над землёй. Осколки мины, летящие сверху вниз, способны были поражать укрывшуюся живую силу, причём они давали бо́льшую площадь поражения, чем обычная осколочная мина.
Так же применялись осветительные мины, при стрельбе которыми миномётные расчёты располагались на удалении от основной позиции. Эффективность таких осветительных мин была достаточно неплохой, это позволяло обнаруживать ночные вылазки разведки противника.

## Назначение миномёта и его боевые свойства
Тяжёлый миномёт s.Gr.W.34 — это оружие навесного огня; он относится к тяжёлому батальонному вооружению. Благодаря небольшому весу и возможности разделения на несколько основных частей обеспечивается его высокая мобильность. Поэтому он способен эффективно поддерживать на поле боя атакующие части. Навесная траектория полёта мины позволяет вести огонь через свои части и обеспечивает настильный огонь. Из-за своей точности и большого поражения осколками он отлично подходит для уничтожения точечных целей. Мина действует многочисленными, разлетающимися в разные стороны осколками. Опытный расчёт способен в кратчайшее сроки уничтожить цель, используя осколочное действие мин. В исключительных случаях необходимо использовать одновременно несколько миномётов для поражения одной и той же цели.
Тяжёлый миномёт может вести огонь на расстояниях от 125 до 2200 метров. Наилучший же эффект получается от использования миномёта на дистанциях от 400 до 1200 метров. С увеличением дальности стрельбы точность ведения огня падает, поэтому необходимо подходить к цели настолько близко, насколько позволяют укрытия и боевая обстановка.
Боевая единица — это отделение тяжёлых миномётов. Огневая единица — это отдельный миномёт. Командир батальона, как правило, даёт командирам стрелковых рот в подчинение отделение тяжёлых миномётов, или в исключительных случаях — отдельный миномёт. Миномёты придаются пехоте для огневой поддержки, когда она необходима. В исключительных случаях, миномёты для обеспечения большей огневой поддержки, могут действовать вместе под руководством командира взвода.
Тяжёлый миномёт — это, прежде всего, оружие поддержки наступления. Он используется для проведения огневой подготовки или для поражения одиночных видимых целей, уничтожение которых с помощью пулемётов или лёгких миномётов невозможно. В связи с трудностями, связанными с обеспечением боеприпасами при наступлении, тяжёлый миномёт следует использовать только, если:
1. Стрелковая рота наталкивается на сопротивление, с которым не может справиться собственными силами, силами пулемётов и другого батальонного вооружения;
2. Артиллерия больше не может или недостаточно поддерживает наступление своих частей.
Раннее использование, особенно в начале атаки, ведёт к израсходованию всего боезапаса, прежде чем тяжёлый миномёт выполнит свою основную задачу: поражение вражеских целей, препятствующих наступлению. Миномёт должен ориентироваться на поражение вражеских целей в месте, где ведётся наступление, и при этом уделять внимание целям в глубине обороны. Также миномёты должны всегда быть готовы поразить новые неожиданно появляющиеся цели быстро и эффективно.
В обороне тяжёлые миномёты должны дополнять огонь другого тяжёлого пехотного вооружения и артиллерии там, где их огневая поддержка невозможна или недостаточна.
Они должны быть готовы к ведению огня перед передним краем своей обороны в местах, где противник, скорее всего, будет наступать. Необходимо быть готовыми открыть огонь быстро и эффективно.

## Использование в подразделениях Третьего Рейха
Организационно взвод тяжёлых миномётов, состоящий из командира взвода, группы управления взвода и трёх отделений тяжёлых миномётов (по 2 миномёта в каждом), входил в состав пулемётный роты батальона. Пулемётной ротой, также называемой ротой тяжёлых пулемётов, являлась 4-я рота батальона. Соответственно в полку это были 4-я, 8-я и 12-я роты.
Отделение — основная боевая единица подразделения тяжёлых миномётов. Отделения тяжёлых миномётов включало в себя: командира отделения, мессмана (оператор дальномера типа ЕМ-34, одновременно выполняющего функции связного), командира обоза и 2 расчёта тяжёлых миномётов.
| Номера, снаряжение и задачи расчёта тяжёлого 8-см миномёта s.Gr.W. 34 | Номера, снаряжение и задачи расчёта тяжёлого 8-см миномёта s.Gr.W. 34 | Номера, снаряжение и задачи расчёта тяжёлого 8-см миномёта s.Gr.W. 34 |
|                                                                       | Снаряжение | Задачи |
| --------------------------------------------------------------------- | --- | --- |
| Командир расчёта (нем. Truppführer)                                   | 1 ящик с минами с вьюком (нем. Traggestell), пистолет, бинокль, карманный компас, стойки для наводки на цель с подсумком, малая пехотная лопатка, планшет (с таблицами стрельбы, блокнотом для записей и письменными принадлежностями). | Командир миномётного расчёта руководит тяжёлым миномётом во время боя. Это включает в себя: осуществление прикрытия миномёта, выбор огневой позиции миномёта, установка на огневой позиции, управление огнём миномёта, ведение наблюдения за полем боя, совместно с командиром миномёта и другими подчинёнными готовиться к смене огневой позиции. Командир расчёта отвечает за текущую и постоянную боевую готовность миномёта и его снаряжения. |
| Командир миномёта (нем. Werferführer)                                 | Прицел RА 35, опорная плита с вьюком, пистолет, малая пехотная лопатка, таблицы стрельбы с письменными принадлежностями. | Заместитель командира расчёта. Осуществляет командование миномётом. Во время боя, следит за его действиями; следит за установкой миномёта на огневую позицию, действиями миномётчиков и остального расчёта. |
| Стрелок № 1 (нем. Schütze 1, Richtschütze)                            | Двунога — лафет с вьюком, пистолет, топор с гвоздодёром (нем. Klauenbeil). | Наводчик. Ответственный за наводку миномёта на огневой позиции. |
| Стрелок № 2 (нем. Schütze 2, Ladeschütze)                             | Труба с крышкой и вьюком, ЗИП (коробочка с инструментом), пистолет, малая пехотная лопатка. | Заряжающий. Помогает наводчику при прицеливании, заряжает миномёт, следит за состоянием снаряжения и боеприпасов миномёта и устраняет обнаруженные поломки. |
| Стрелок № 3 (нем. Schütze 3)                                          | 2 ящика с минами и вьюком, карабин, малая пехотная лопатка. | Подносчик боеприпасов (нем. Munitionsschütze). Помогает заряжающему, обеспечивает подачу боеприпасов и беглый темп огня. |
| Стрелок № 4                                                           | 2 ящика с минами и вьюком, карабин, сапёрная пила (нем. Stichsäge). | Подносчик боеприпасов. Вместе со стрелком № 5 готовит боеприпасы к стрельбе. В случае необходимости, вместе со стрелком № 5 ведёт наблюдение за полем боя. |
| Стрелок № 5                                                           | 2 ящика с минами и вьюком, карабин, малая пехотная лопатка, малые ножницы для резки проволоки. | Подносчик боеприпасов. На поле боя действует вместе с командиром расчёта, подчиняется миномёту. |

## ТТХ
- Калибр: 8 см (8,14 мм)
- Длина ствола: 114,3 см
- Масса в боевом положении: 57 кг[12]
- Угол вертикальной наводки: от +45° до +87°
- при угле возвышения 87°: 15
- Скорострельность: 25—30 выстр./мин.
- Расчёт миномёта: 8 человек (из них 1 командир расчёта, 1 ездовой одноконной повозки для миномёта, 3 номера расчёта на миномёте и 3 подносчика боеприпасов)
- Дальность стрельбы: 125-2200 м[1]
- Масса мины: 3,5 кг.
- Масса ствола с казёнником: 18,3 кг (масса вьюка для ствола: 1,0 кг).
- Масса двуноги: 18,9 кг (масса вьюка для двуноги: 3,65 кг).
- Масса опорной плиты: 18,3 кг (масса вьюка для плиты: 2,0кг).
- Масса поясного ящика ЗИП: 0,842 кг.
- Масса банника (переносится в стволе): 1,5 кг.
- Масса устройства дистанционного спуска: 2,3 кг.[12]

## Оценка
|                                    | ML 3 inch Mark II          | 8-cm s.Gr.W.34      | Тип 92              | БМ-37                                     | 81-мм «Брандт»      | 81-мм миномёт M1                     |
| ---------------------------------- | -------------------------- | ------------------- | ------------------- | ----------------------------------------- | ------------------- | ------------------------------------ |
| Страна                             | Великобритания             | Нацистская Германия | Япония              | Союз Советских Социалистических Республик | /                   | Соединённые Штаты Америки            |
| Назначение и тип                   | Батальонный миномёт        | Батальонный миномёт | Батальонная гаубица | Батальонный миномёт                       | Батальонный миномёт | Батальонный миномёт                  |
| Калибр, мм/длина ствола, клб       | 81,2/16                    | 81,4/14             | 70/10,3             | 82/14,8                                   | 81,4/14,6           | 81,4/14,6                            |
| Масса в боевом положении, кг       | 50,8                       | 57                  | 212                 | 56                                        | 61,7                | 61,7                                 |
| Максимальная дальность стрельбы, м | 1460(Mk.II) 2560 (Mk.IILR) | 2200                | 2788                | 3040                                      | 2850(FA Mle1932)    | 3010(M43) 2064(M45)                  |
| Минимальная дальность стрельбы, м  | 114                        | 125                 | >100                | 100                                       | 100                 | 200(M43A1 Light)                     |
| Максимальный угол ВН, °            | 80                         | 87                  | 75                  | 85                                        | 80                  | 80                                   |
| Угол горизонтального наведения, °  | 11                         | 15                  | 45                  | 6                                         | 8                   | 8                                    |
| Масса осколочно-фугасной мины, кг  | 4,53                       | 3,5                 | 3,76                | 3,31                                      | 3,34(FA Mle1932)    | 3,11(M43A1 Light) 4,82 (M45B1 Heavy) |

## На вооружении
- Нацистская Германия
- Болгария — после присоединения Болгарии к странам «оси» 1 марта 1941 года вооружённые силы страны начали получать немецкое вооружение (в том числе, 81-мм миномёты обр. 1934 года, которые получили наименование минохвъргачка М34. Кроме того, в январе 1944 года в составе полиции началось формирование 12 батальонов жандармерии, каждый из которых получил по два миномёта этого типа. Все 24 полученных жандармерией миномёта М34 были переданы МВД из подразделений болгарской армии[14]

## Галерея

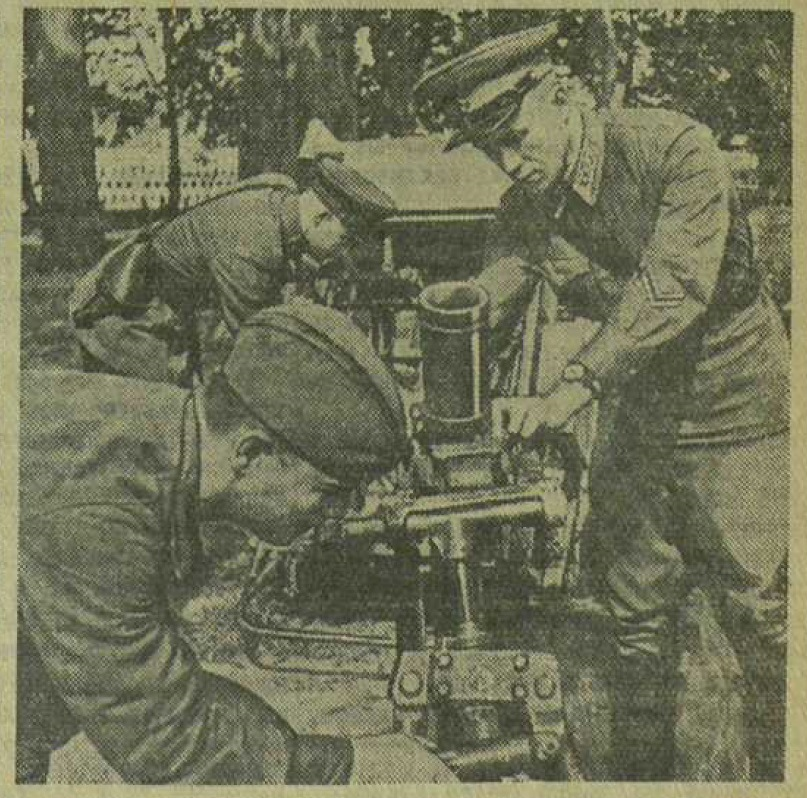
Командиры осматривают трофейный крупнокалиберный миномёт. 9 августа 1941 г.
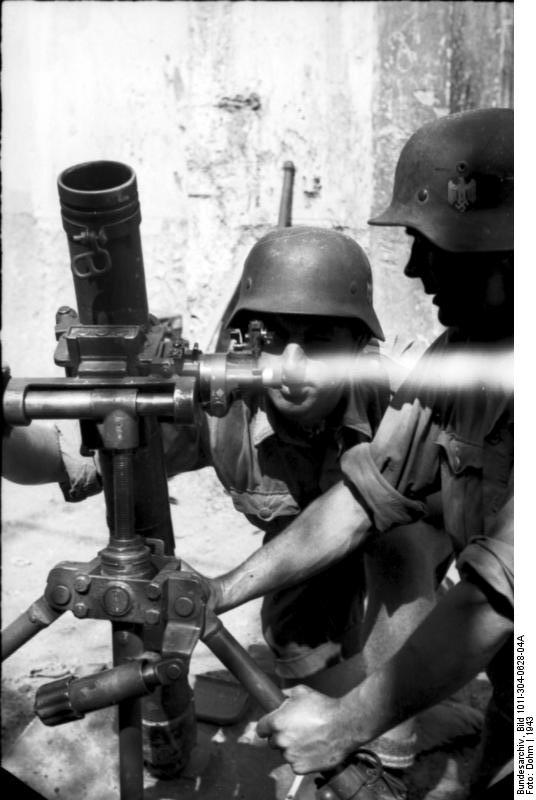
Солдаты вермахта с 81мм миномётом в Италии.
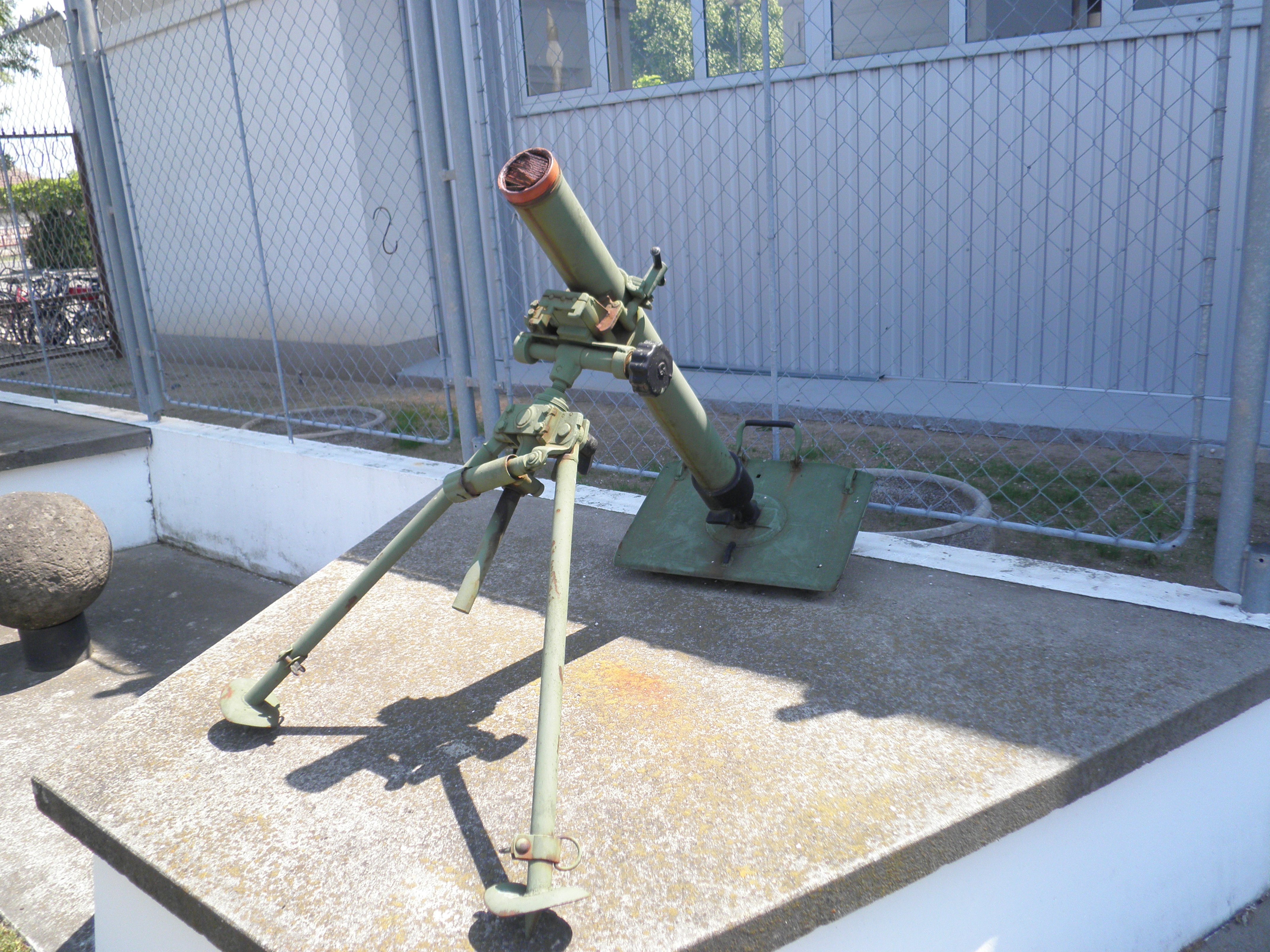
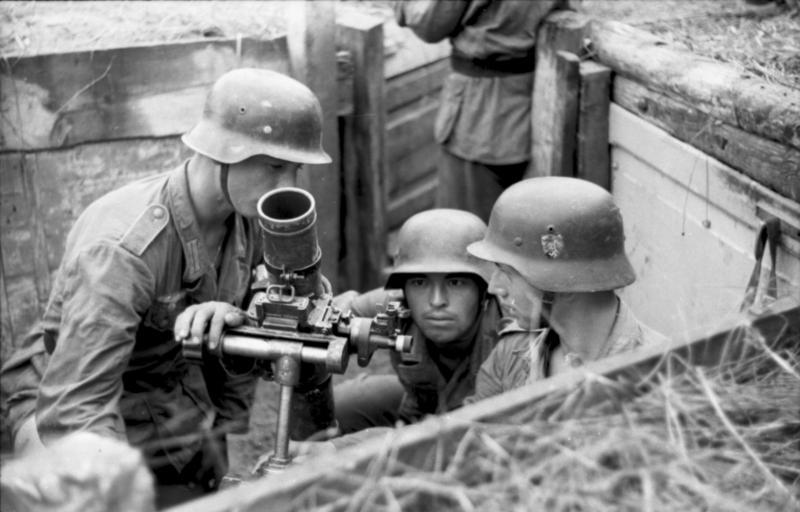
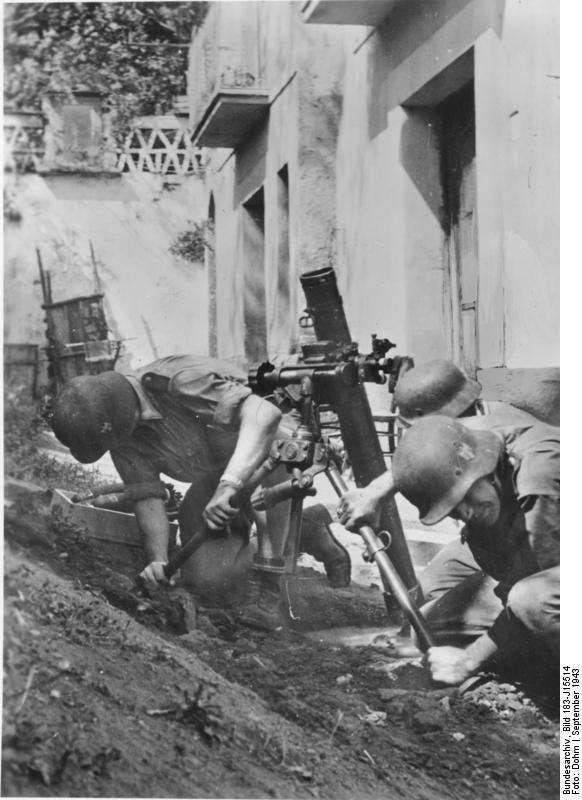
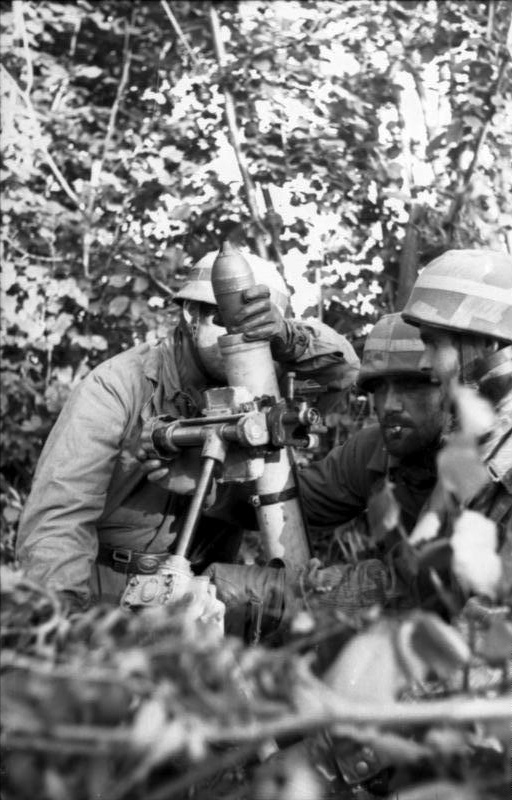
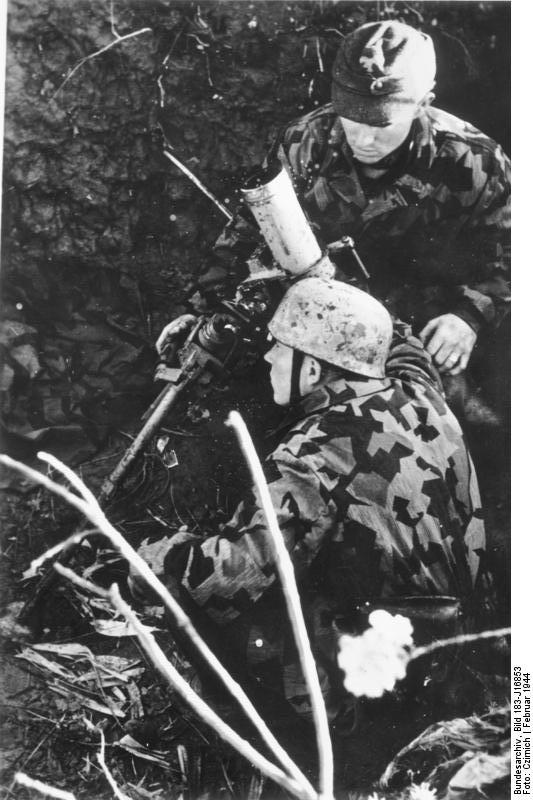
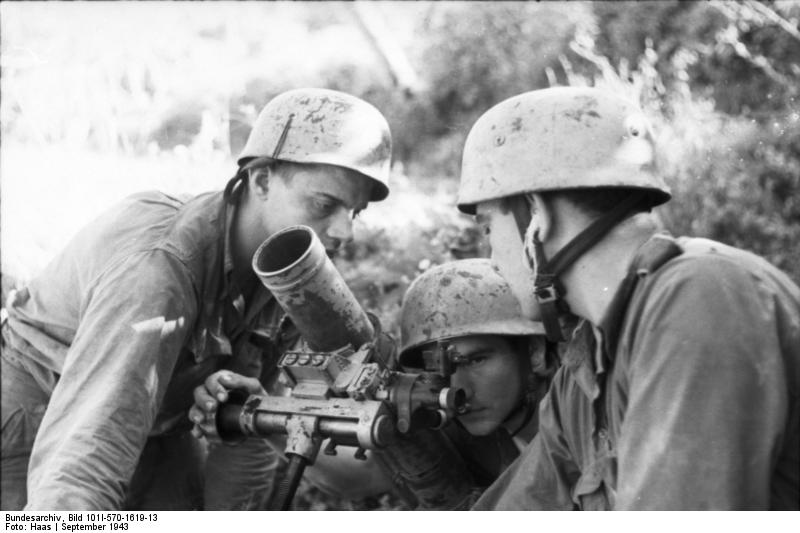
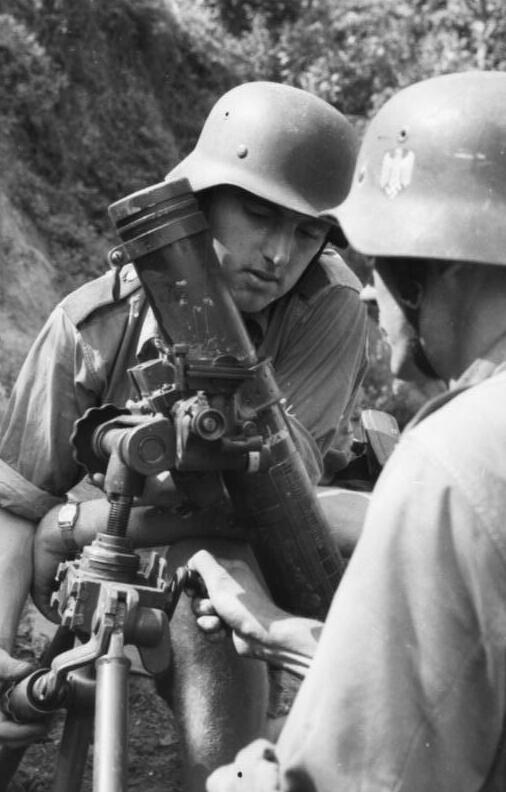
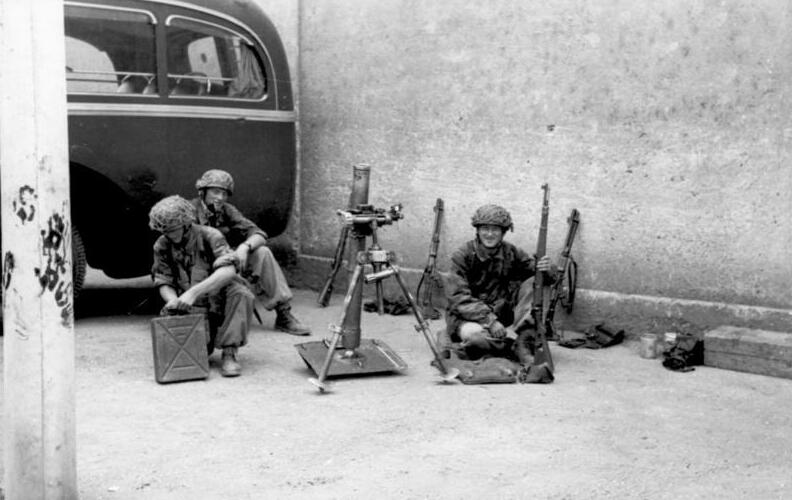
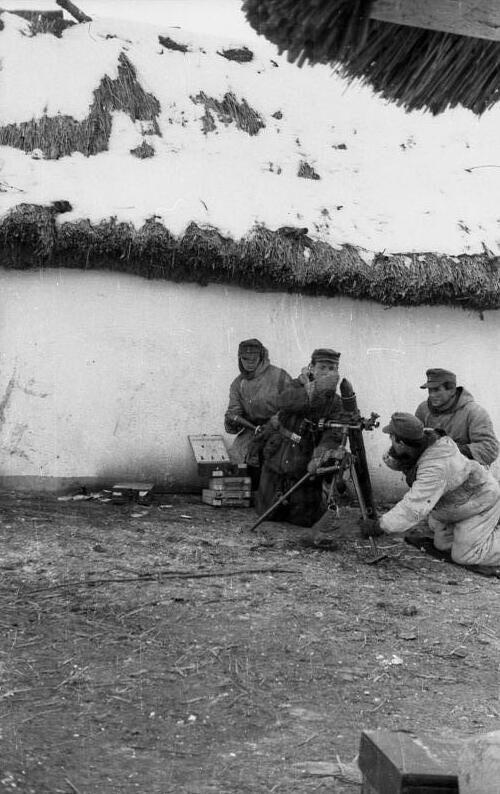
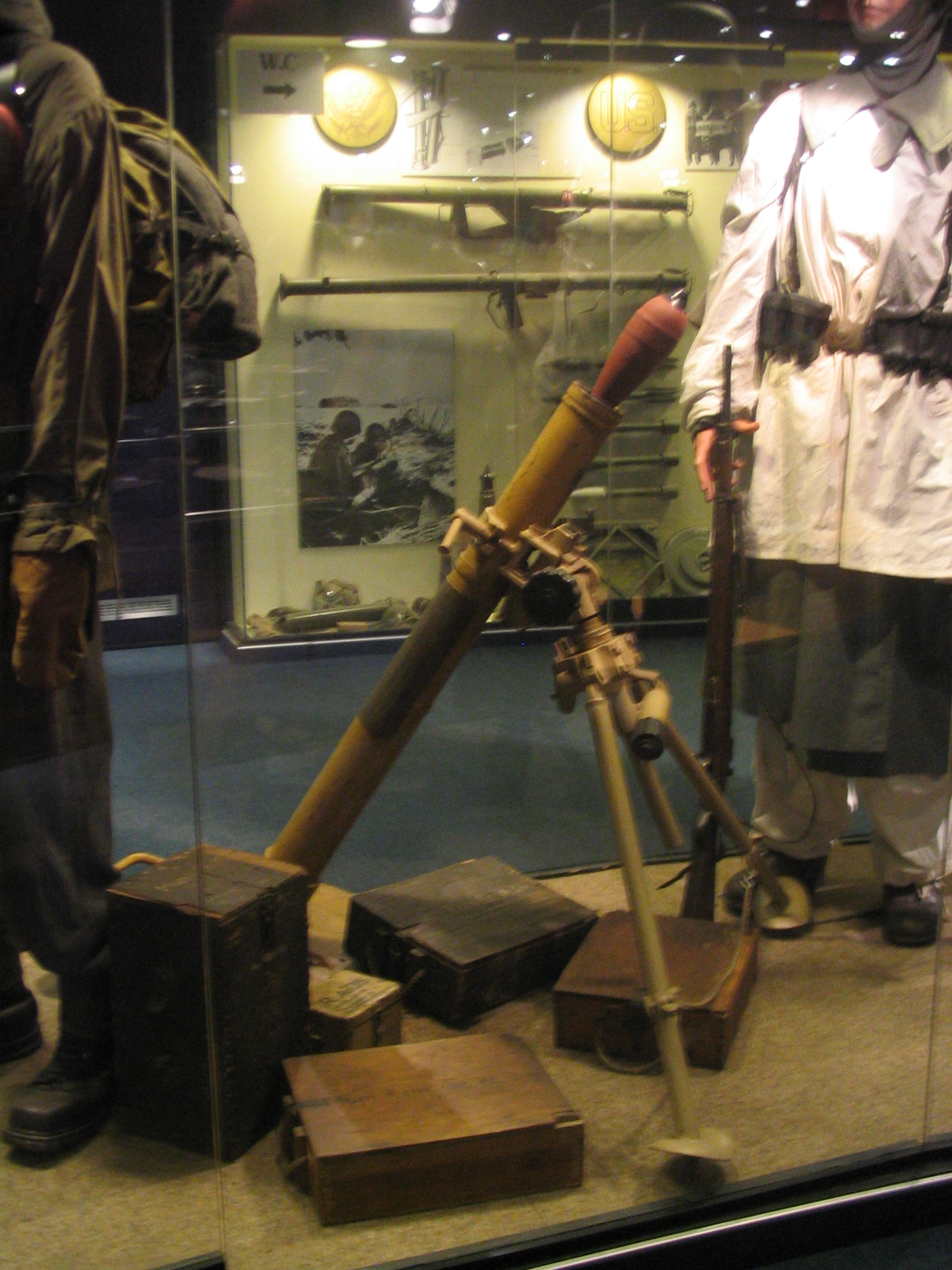
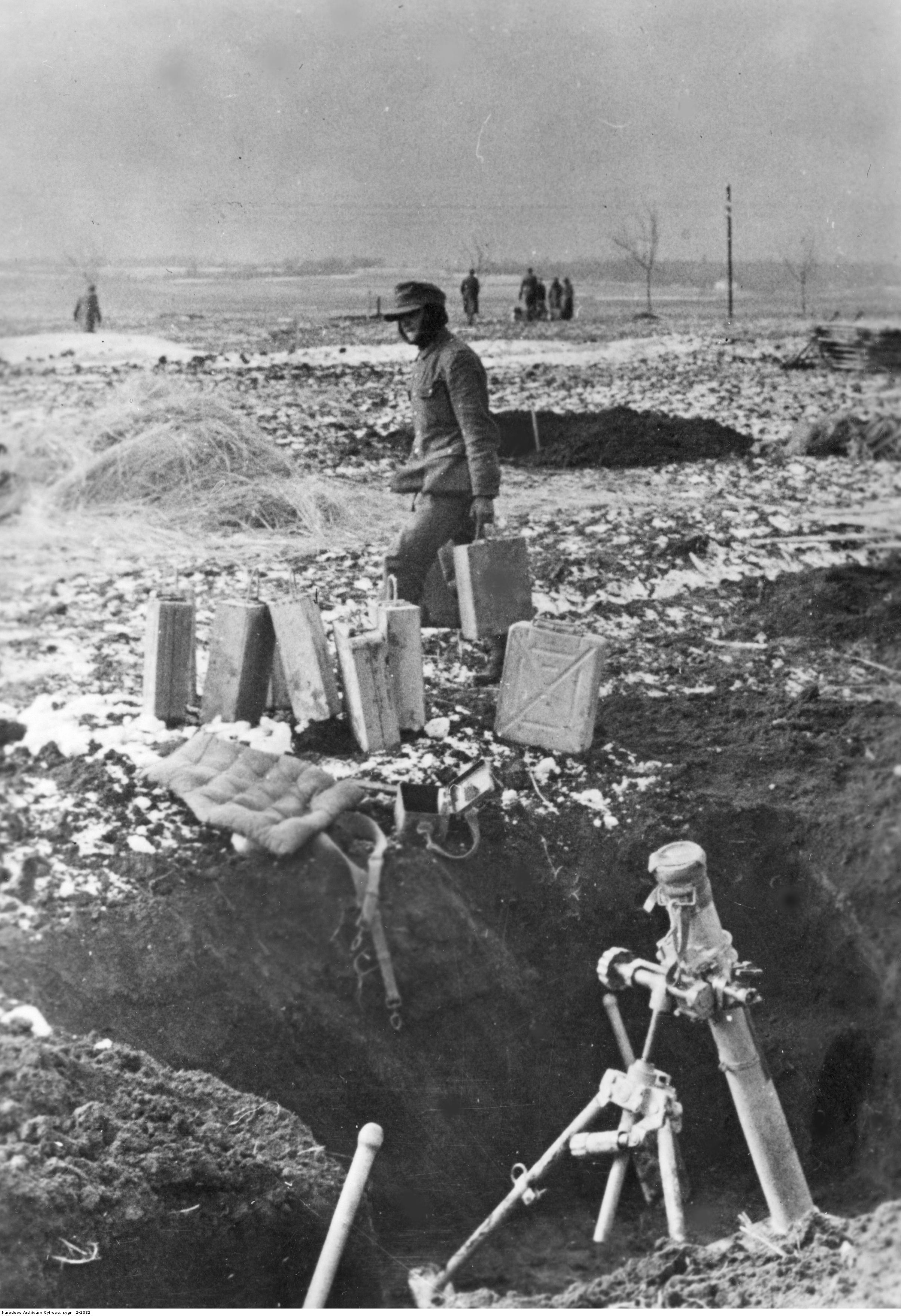
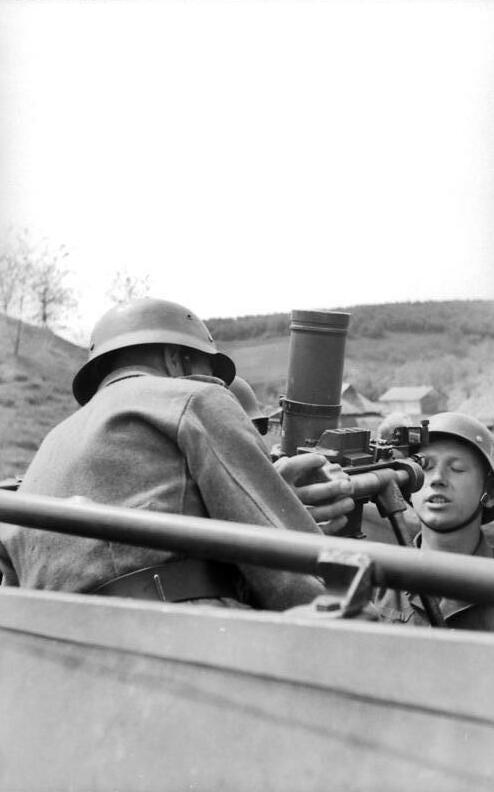
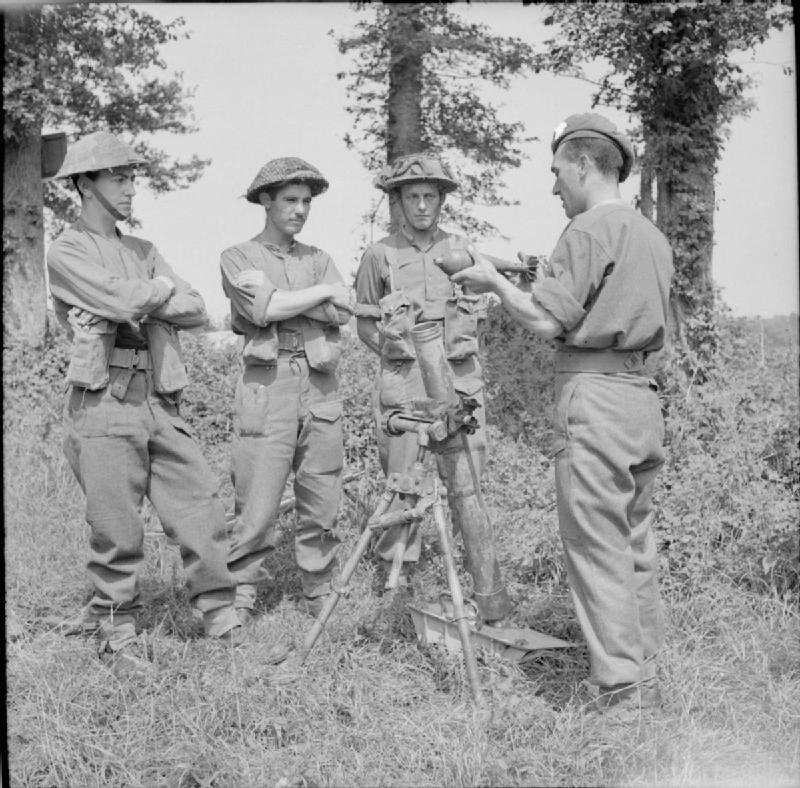
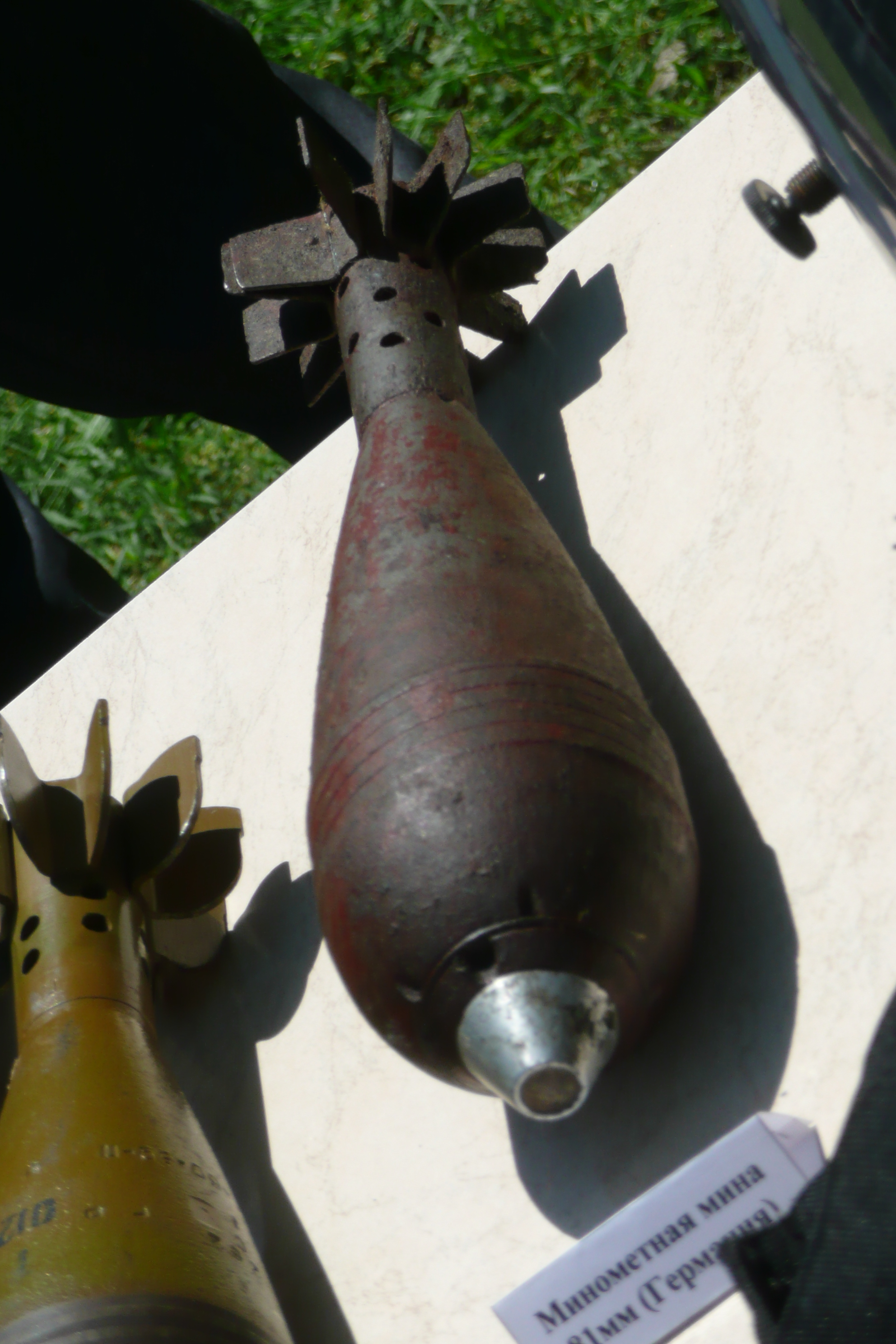